# 莫拉莱哈
莫拉莱哈，是西班牙埃斯特雷马杜拉卡塞雷斯省的一个市镇。总面积148平方公里，2001年普查人口總數為7,886人，人口密度為每平方公里53人。